# Марица (вестник)
Вижте пояснителната страница за други значения на Марица.
Вестник „Марица“ е български регионален ежедневник в Пловдив.
Разпространява се в 30 общини в Южна България. Вестникът излиза всеки ден от понеделник до събота включително, със следните специализирани издания: понеделник – „Бизнес справочник“, вторник – „Агро“, сряда – „Недвижими имоти“, четвъртък – „Образование“, петък – „Здраве“, „На път“, „ТВ програма“, събота – „Марица Уикенд“.
Вестник „Пазарджишка Марица“, създаден през 2002 г., излиза всеки работен ден от понеделник до петък. Вестник „Хасковска Марица“, също създаден през 2002 г., излиза всеки работен ден от понеделник до петък. Онлайн изданието www.marica.bg е създадено през 2009 г.